# 黄大伟 (商人)
黄大伟（1974年—），前中国國家乒乓球隊队员，现为斯帝卡中国分公司总经理。

## 生平
1974年生于山东青岛，直板快攻打法，1988年进入国家二队，曾与刘国梁、孔令辉为同一批队员。1995年，黄大伟离开国家队，前往西班牙打球，一年后转至瑞典，其后为当地俱乐部Halmstad效力多年，亦曾经营餐馆。2005年，黄大伟与瑞典体育品牌斯帝卡（STIGA）开始了合作关系。2010年，黄大伟卖掉了自己经营的餐馆股份，并不再与Halmstad续约，回到中国就任斯帝卡中国分公司总经理。